# Lindsaea subtilis
Lindsaea subtilis är en ormbunkeart som beskrevs av Kramer. Lindsaea subtilis ingår i släktet Lindsaea och familjen Lindsaeaceae. Inga underarter finns listade.